# Maria Clara Friedrich
Maria Clara Friedrich (geborene Clara Jezler; * 26. März 1894 in Schaffhausen; † 31. März 1969 in Zürich) war eine Schweizer Malerin, Reliefkünstlerin und Kunstsammlerin. Sie wird der Konkreten Kunst zugerechnet.

## Leben
Friedrich stammte aus einer Silbermanufakturfamilie in Schaffhausen. 1919 ehelichte sie den Juristen und nachmaligen Privatbankier Emil Friedrich. 1921 zogen sie nach Zürich. Gemeinsam mit ihrem Mann baute sie eine bedeutende Kunstsammlung mit Werken des Kubismus, des Surrealismus und der Konstruktiven Kunst auf. Als Vorbild diente die Sammlung des französischen Bankiers Raoul Albert La Roche.
Ab den 1930er Jahren wurde Friedrich selbst (angeregt durch Adolf Hölzel, Amédée Ozenfant und Hans Arp) künstlerisch tätig. Ausserdem wirkte sie in der Künstlergruppe Allianz mit. Ihre Werke wurden u. a. im Kunsthaus Zürich und in der Kunsthalle Basel ausgestellt.
Durch die Unterschrift ihres Mannes bei der Eingabe der Zweihundert 1940 geriet das Paar bei der Zürcher Avantgarde in Verruf. Ihr Legat befindet sich seit 1973 im Kunstmuseum Winterthur.